# Dampfnudel
Dampfnudel (v množné čísle dampfnudeln, výslovnost [ˈdampfˌnuːdl̩]IPA, alsasky psáno Dampfnüdel, v překladu „nudle v páře“) je tradiční jídlo Rakouska, Bavorska, jižního Německa a Alsaska. Jedná se o sladký knedlík, který je smažen nebo vařen ve směsi mléka a másla. Uvnitř má náplň, ovocnou, s džemem nebo vanilkový krém. Obvykle je podáván jako hlavní jídlo. Správný dampfnudel má zlatavou krustu. Dampfnudel se často plete s pokrmem germknödel, ale germknödel je vařen ve slané vodě a posypán mákem.

## Historie

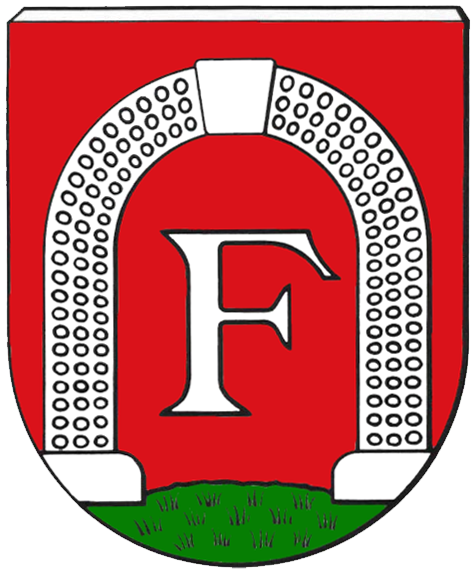
Znak Freckenfeldu

Říká se, že dampfnudel pochází z města Frenckenfeld v Porýní-Falci v blízkosti hranic francouzského Alsaska. Když při třicetileté válce švédští vojáci vtrhli do Freckenfeldu, požadovali výkupné. Místní mistr pekař Johannes Muck se svou ženou a učedníkem udělali dampfnudel, který nabídli vojákům: Těm zachutnal a Muck jim řekl, že pokud budou chtít více dampfnudelů, musí přestat drancovat okolní města a vesnice. Vojáci souhlasili. Od té doby je řada dampfnudelnů vyobrazena na znaku Freckenfeldu.

## Ingredience
K výrobě dampfnudelu se využívají následující ingredience: mouka, voda, droždí, máslo nebo margarín, někdy vejce nebo cukr.

## Postup na výrobu dampfnudelu

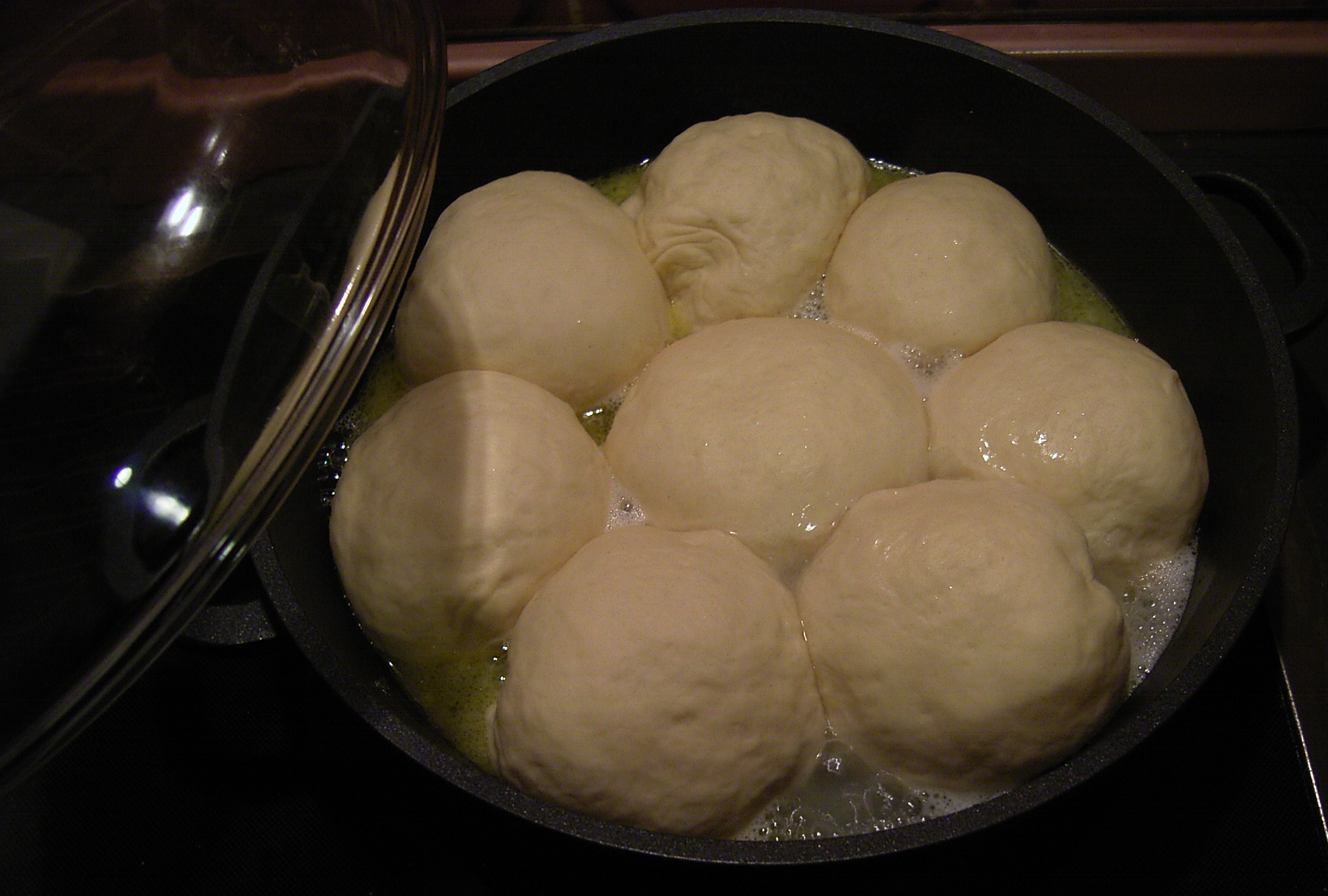
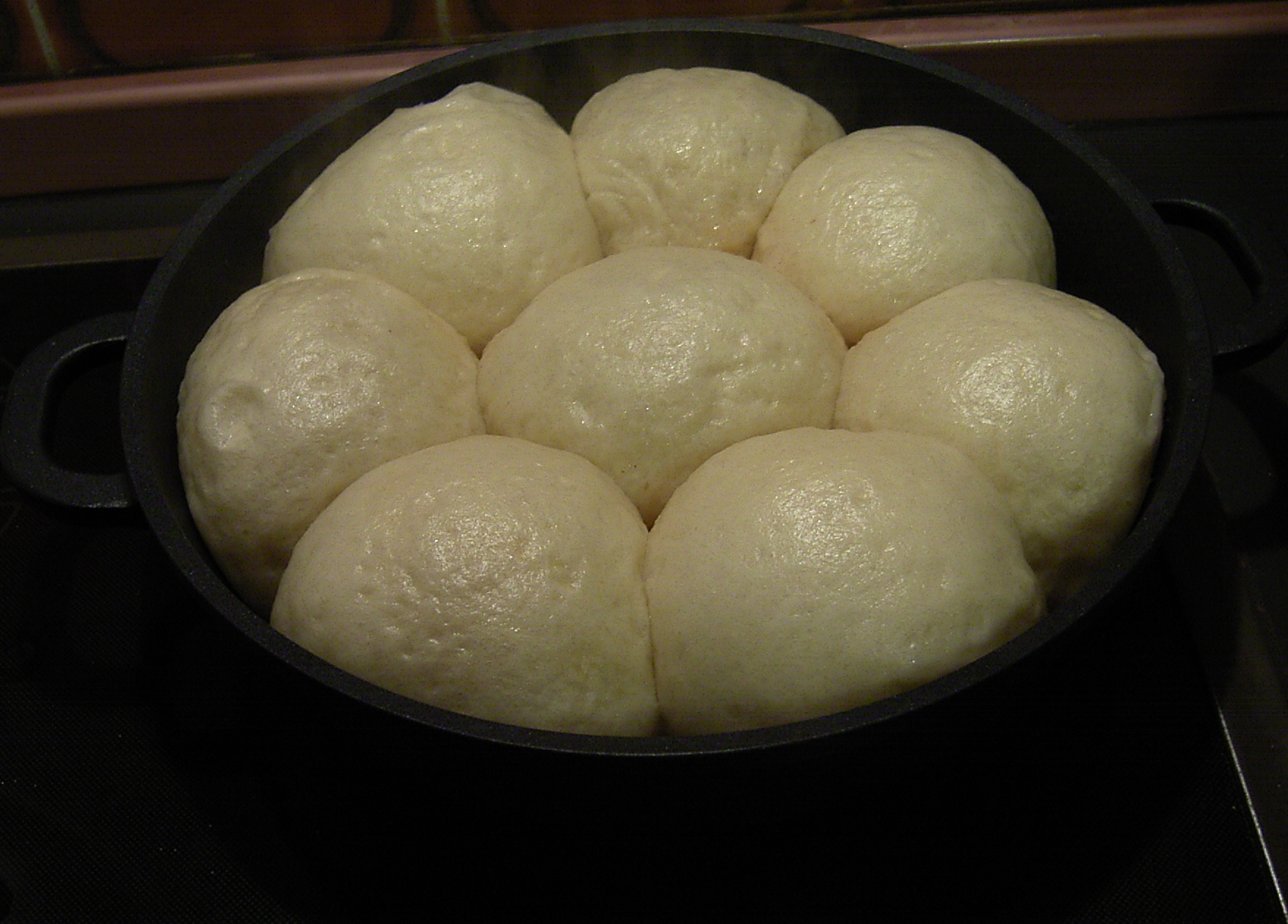
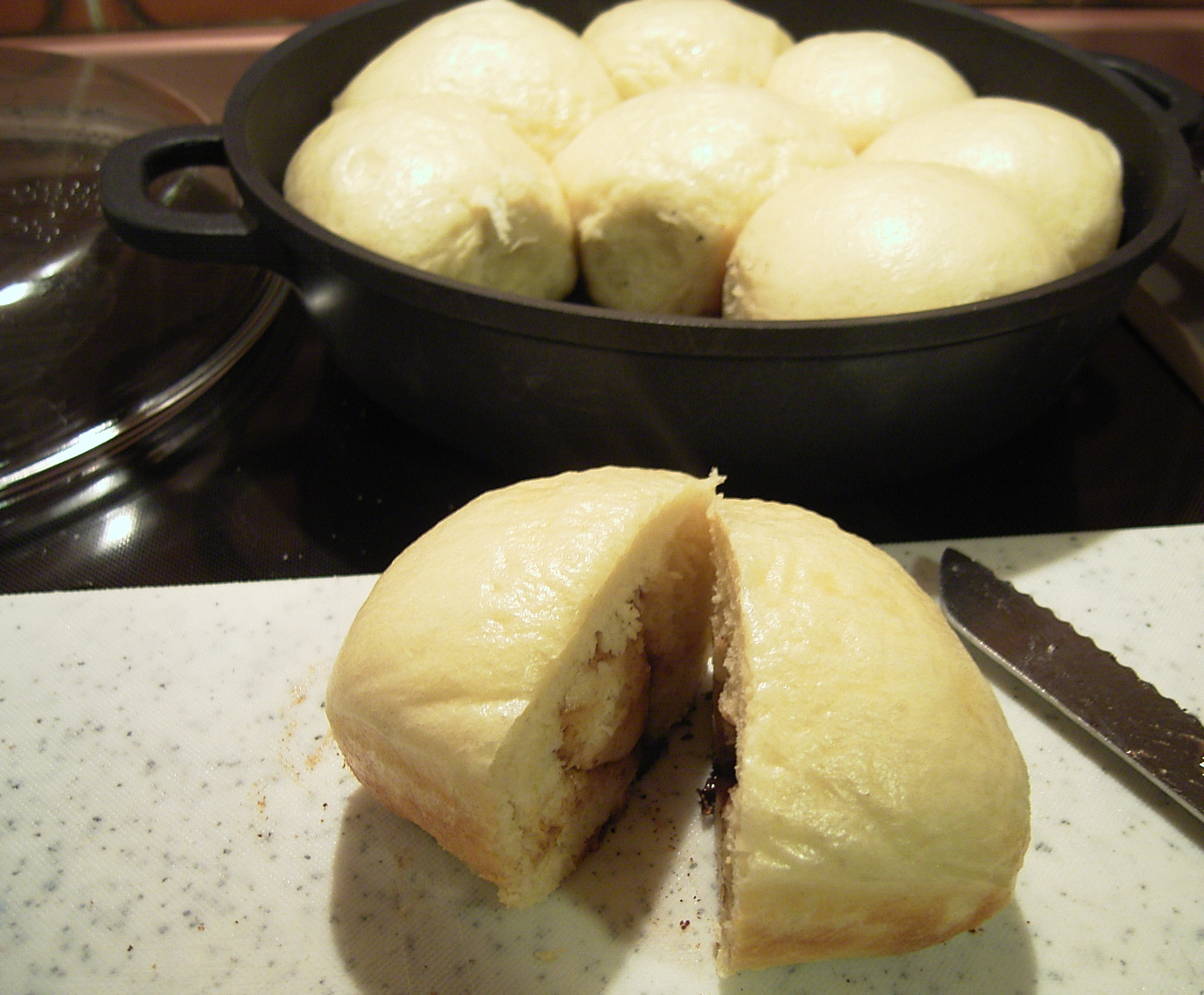